# 称名寺 (伊予市)
稱名寺（しょうみょうじ）は、愛媛県伊予市上吾川にある寺院。稱名寺であるが称名寺で登録する。宗派は真言宗智山派、本尊は阿弥陀如来で、新四国曼荼羅霊場第48番札所。
御詠歌：伊予の海　はるかに臨む　稱名寺　弥陀の浄土は　光あまねく

## 概要・歴史
嘉祥3年（850年）宗貞上人の開基で、本尊阿弥陀如来は仏師春日基光の作と伝えられている。伊豫岡八幡神社の別当寺である。中世は、領主の庇護を受けて隆盛してきたが、江戸時代初期に現在地へ移転、中興は快真法印である。
貞永年中に源義朝の六男の源範頼の墓を築く。範頼は遠江の蒲生御厨で育ったことから蒲冠者（かばのかじや）と呼ばれ義経と共に平家を討ったのち伊豆で自刃したとなっているが、河野氏に身を寄せこの地で死んだとも伝えられる。
また、漱石が「蒲殿のいよいよ悲しかれ尾花」を、子規が「夕映えの五色が浜をかすみけり」と当地に訪れ俳句を残している。

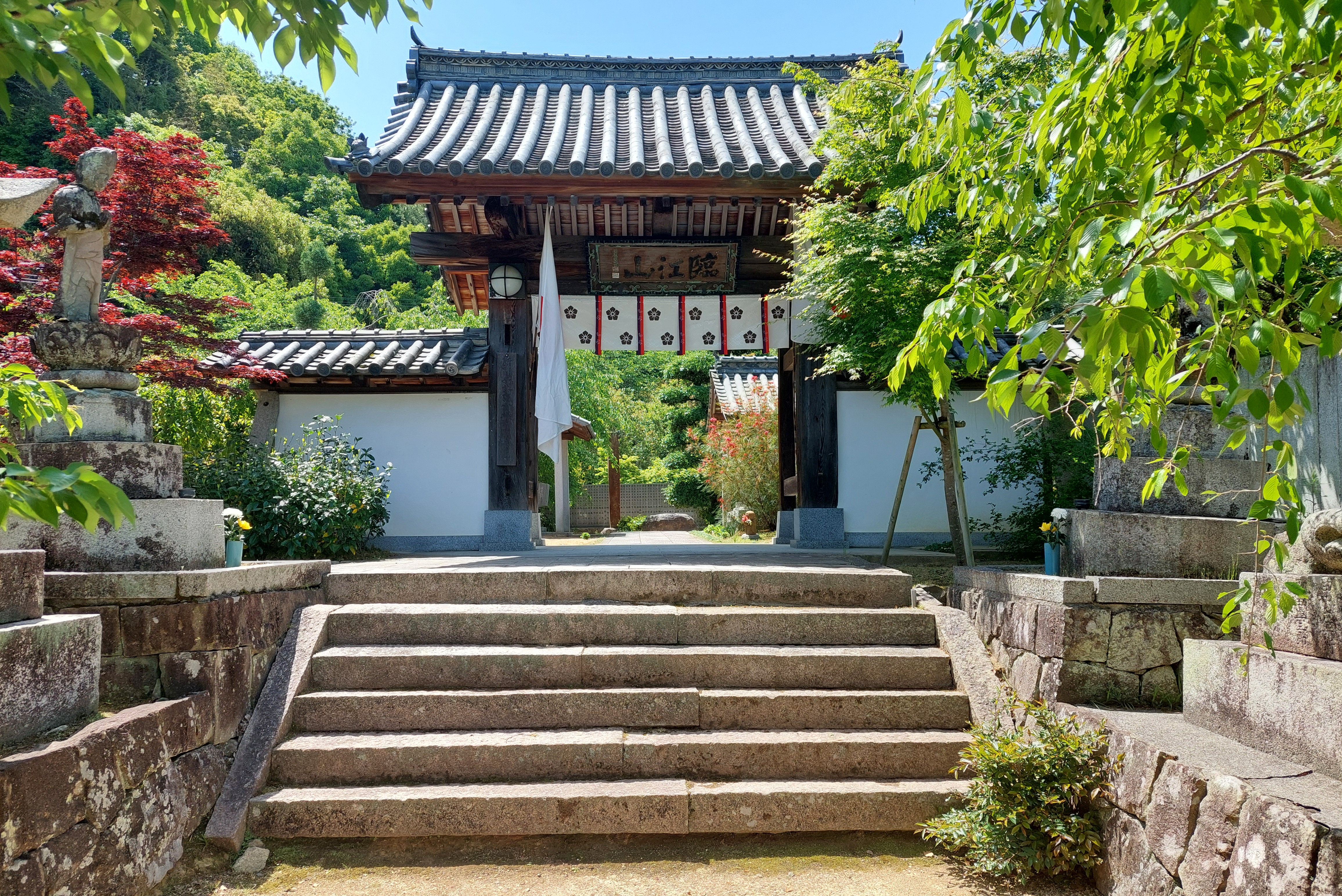
山門
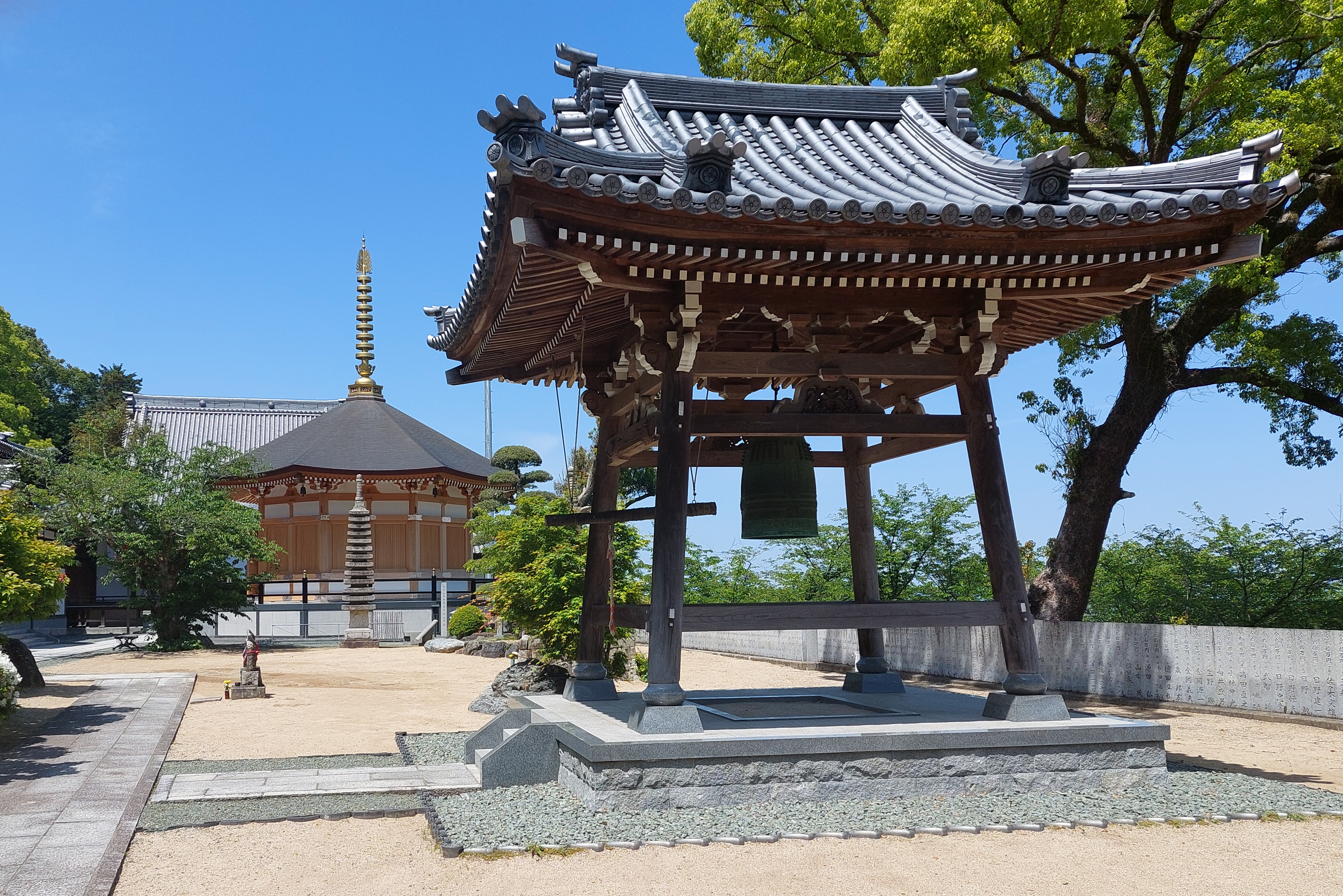
鐘楼
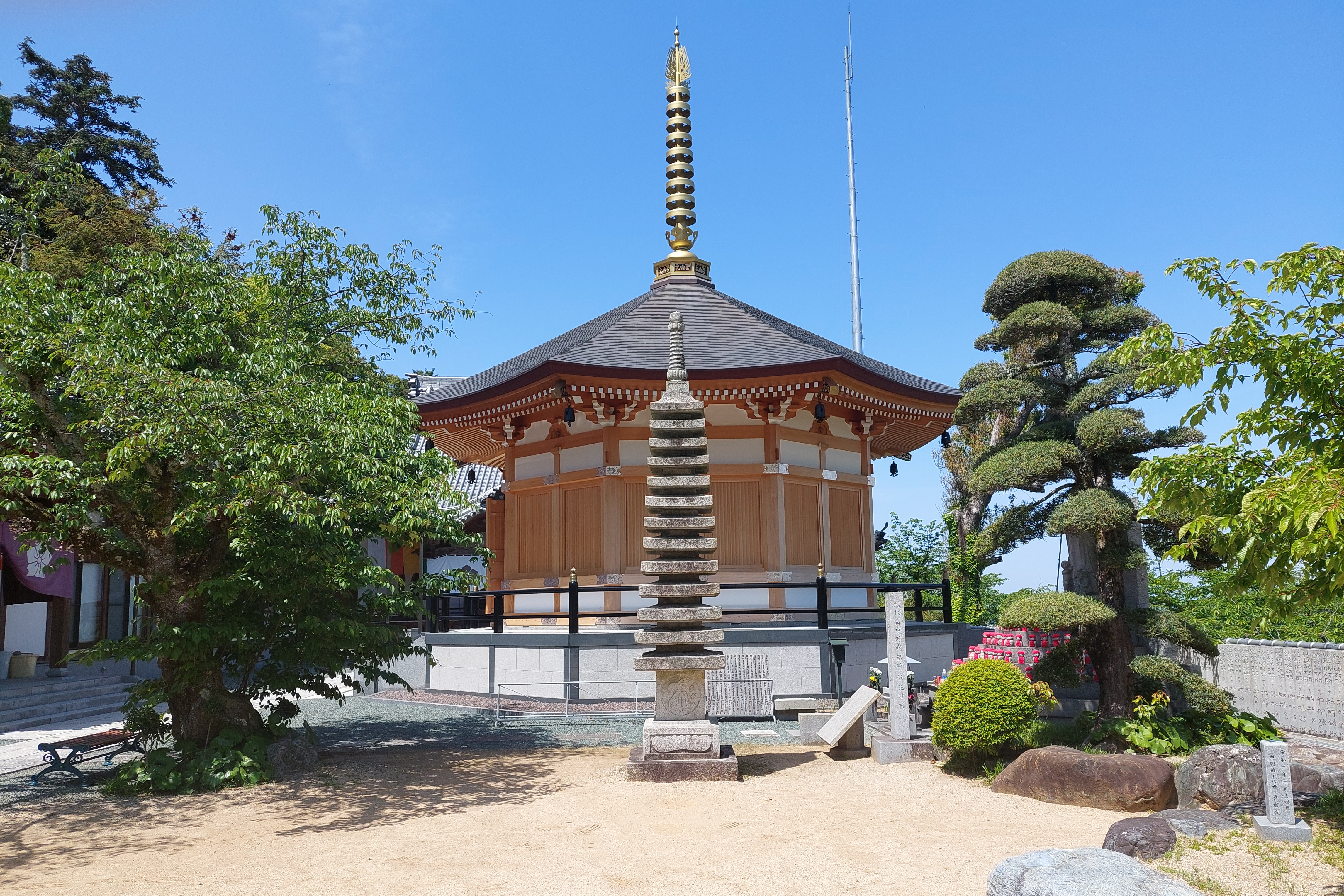
永代供養堂

## 文化財
伊予市指定有形文化財
- 稱名寺文書：<古文書>安堵状・稱名寺に関する置文・伊豫岡八幡宮の諸規定・勤修式目

## 交通案内
鉄道
- 四国旅客鉄道（JR四国）予讃線 伊予市駅よりタクシー約10分。

## 前後の札所
新四国曼荼羅霊場
47番 理正院-- 48番 稱名寺 -- 49番 伊豫稲荷神社